# UFC 196
UFC 196: McGregor vs. Diaz — событие организации смешанных боевых искусств Ultimate Fighting Championship, которое прошло 5 марта 2016 года в спортивном комплексе MGM Grand Garden Arena в Лас-Вегасе, штат Невада, США. Изначально был запланирован как UFC 197, но после переименования оригинального номерного турнира UFC 196 на UFC Fight Night 82 организации откатила нумерацию назад.

## Положение до турнира

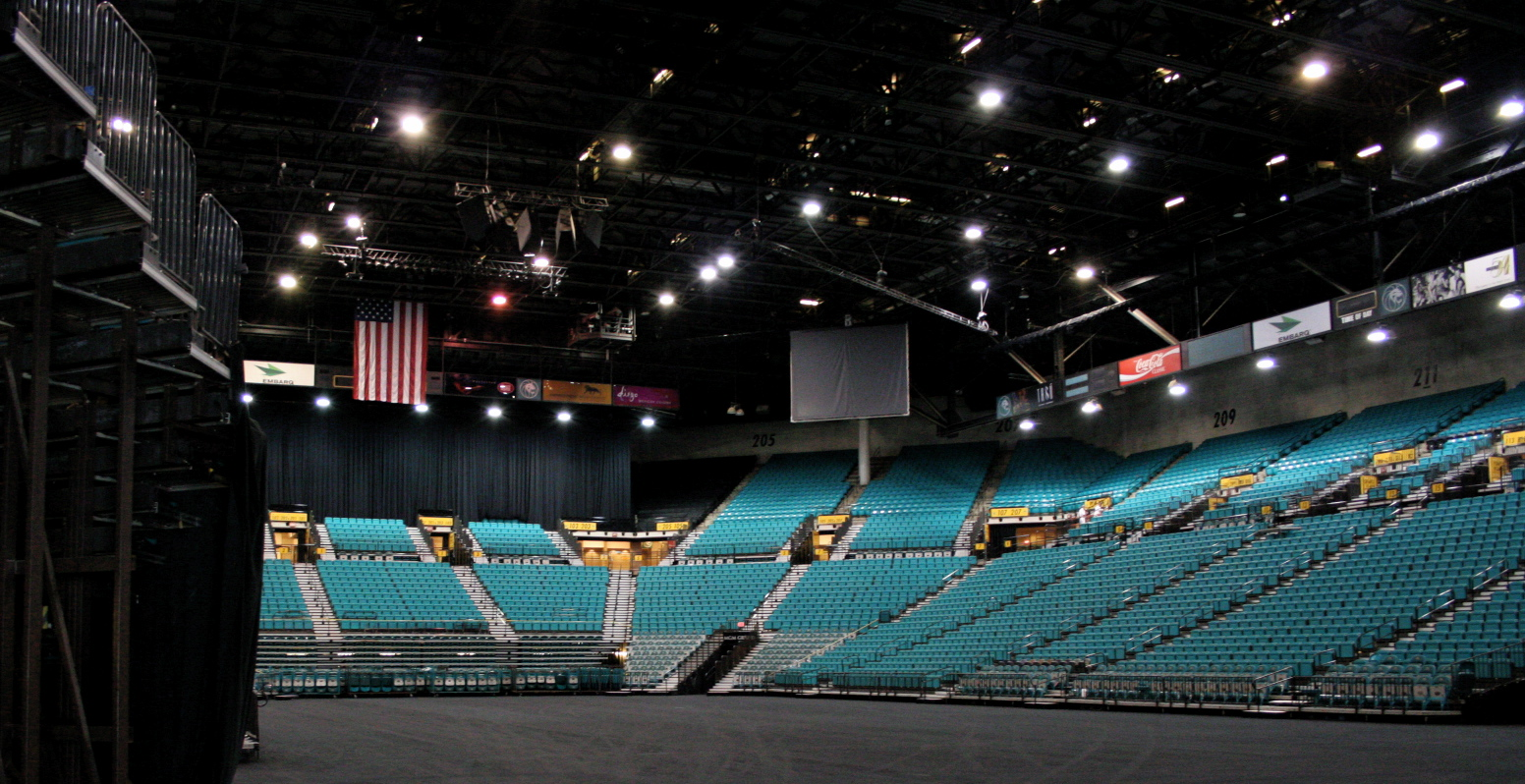
MGM Grand Garden Arena

Руководством организации планировались различные места проведения турнира. Сначала предлагался футбольный стадион Арена Байшада в бразильской Куритибе для организации поединка-реванша между Фабрисиу Вердумом и Кейном Веласкесом, позже — HSBC-арена в Рио-де-Жанейро, где мог пройти реванш между Андерсоном Силвой и Витором Белфортом. В конечном счёте турнир утвердили в спортивном комплексе MGM Grand Garden Arena в американском Лас-Вегасе.
В январе стало известно, что возглавить турнир мог реванш между действующим чемпионом UFC в тяжёлом весе Фабрисиу Вердумом и главным претендентом на титул Кейном Веласкесом в Куритибе. Но из-за череды травм их поединок было решено перенести на оригинальный UFC 196. Затем предполагался другой реванш — между бывшим чемпионом UFC в среднем весе Андерсоном Силвой и бывшим чемпионом UFC в полутяжёлом весе Витором Белфортом, а место возможного проведения переместилось в Рио-де-Жанейро. Однако Белфорт отклонил предложение организации, так как ожидал результата чемпионского поединка в среднем весе между Крисом Вайдманом и Люком Рокхолдом, бой между которыми состоялся на UFC 194.
12 января были официально утверждены два титульных боя, которые возглавят турнир. Первый состоится за чемпионский титул в лёгком весе, в котором поборются действующий чемпион Рафаэл дус Анжуc и претендент Конор Макгрегор, уже имеющий чемпионство в полулёгком весе. В истории организации это станет вторым событием, когда действующие обладатели титулов в разных весовых категориях встретятся друг против друга. Впервые подобное проходило на UFC 94, тогда чемпион в полусреднем весе Жорж Сен-Пьер сумел победить претендента-чемпиона из лёгкого веса Би Джея Пенна. Однако 23 февраля стало известно что Рафаэл дус Анжуc получил перелом стопы на тренировке и выбывает из боя. Бывший чемпион в полулёгком весе Жозе Алду отклонил предложение заменить дус Анжуса из-за нехватки времени для подготовки. Бывший чемпион в лёгком весе и главный претендент на титул в полулёгком весе Фрэнки Эдгар также отказался выйти на бой сославшись на травму паха. В конце концов на замену вышел победитель пятого сезона The Ultimate Fighter и бывший претендент на титул в лёгком весе Нейт Диас, бой пройдёт в полусредней весовой категории.
Вторым по значимости поединком станет первая защита чемпионки UFC в женском легчайшем весе Холли Холм против бывшей чемпионки Strikeforce в женском легчайшем весе Миши Тейт.
В рамках события должен был пройти поединок-реванш в лёгком весе между Тони Фергюсоном и Майклом Джонсоном, однако вскоре Джонсон вынужден был сняться из-за травмы. Поэтому Фергюсона перенесли на UFC on Fox 19, где он встретится с Хабибом Нурмагомедовым. Встреча обоих спортсменов уже была единожды запланирована на The Ultimate Fighter 22 Finale, но позже была отменена после травмы россиянина.

## Результаты
| Категория                            |                  |      |                    | Способ                                           | Раунд | Время |
| Основные бои                         |                  |      |                    |                                                  |       |       |
| Полусредний вес                      | Нейт Диас        | поб. | Конор Макгрегор    | Удушающий приём (сзади)                          | 2     | 4:12  |
| Женский легчайший вес                | Миша Тейт        | поб. | Холли Холм (ч)     | Техническое удушение (сзади)                     | 5     | 3:30  |
| Полутяжёлый вес                      | Илир Латифи      | поб. | Джан Вилланте      | Единогласное решение (30-27, 30-27, 30-27)       | 3     | 5:00  |
| Полутяжёлый вес                      | Кори Андерсон    | поб. | Том Лоулор         | Единогласное решение (30-27, 30-27, 29-28)       | 3     | 5:00  |
| Женский легчайший вес                | Аманда Нунис     | поб. | Валентина Шевченко | Единогласное решение (29-28, 29-27, 29-27)       | 3     | 5:00  |
| Предварительные бои (Fox Sports 1)   |                  |      |                    |                                                  |       |       |
| Полусредний вес                      | Сияр Бахадурзада | поб. | Брэндон Тэтч       | Удушающий приём (треугольник руками)             | 3     | 4:11  |
| Полусредний вес                      | Нордин Талеб     | поб. | Эрик Силва         | Нокаут (удары)                                   | 2     | 1:34  |
| Средний вес                          | Витор Миранда    | поб. | Марсело Гимарайнс  | Технический нокаут (удар ногой в голову и удары) | 2     | 1:09  |
| Полулёгкий вес                       | Даррен Элкинс    | поб. | Чес Скелли         | Единогласное решение (30-27, 29-27, 30-26)       | 3     | 5:00  |
| Предварительные бои (UFC Fight Pass) |                  |      |                    |                                                  |       |       |
| Лёгкий вес                           | Диего Санчес     | поб. | Джим Миллер        | Единогласное решение (29-28, 29-28, 29-28)       | 3     | 5:00  |
| Лёгкий вес                           | Джейсон Сагго    | поб. | Джастин Салас      | Технический нокаут (удары)                       | 1     | 4:31  |
| Полулёгкий вес                       | Тэруто Исихара   | поб. | Джулиан Эроса      | Нокаут (удары)                                   | 2     | 0:34  |

## Награды
Следующие бойцы получили бонусные выплаты в размере $50 000:
- Лучший бой вечера: Нейт Диас против Конора Макгрегора

- Выступление вечера: Миша Тейт и Нейт Диас

## Выплаты
Ниже приводятся суммы официальных выплат, опубликованные Атлетической Комиссией штата Невада. Они не включают спонсорских денег, прибыли за продажу платных трансляций и призовых за награды.
- Нейт Диас: $500 000 поб. Конора Макгрегора ($1 000 000)
- Миша Тейт: $92 000 (включая бонус за победу $46 000) поб. Холли Холм ($500 000)
- Илир Латифи: $50 000 (включая бонус за победу $25 000) поб. Джана Вилланте ($36 000)
- Кори Андерсон: $40 000 (включая бонус за победу $20 000) поб. Тома Лоулора ($28 000)
- Аманда Нунес: $56 000 (включая бонус за победу $28 000) поб. Валентину Шевченко ($14 000)
- Сияр Бахадурзада: $38 000 (включая бонус за победу $19 000) поб. Брэндона Тэтча ($22 000)
- Нордин Талеб: $30 000 (включая бонус за победу $15 000) поб. Эрика Силву ($34 000)
- Витор Миранда: $32 000 (включая бонус за победу $16 000) поб. Марсело Гимарайнса ($13 000)
- Даррен Элкинс: $74 000 (включая бонус за победу $37 000) поб. Чеса Скелли ($21 000)
- Диего Санчес: $150 000 (включая бонус за победу $75 000) поб. Джима Миллера ($59 000)
- Джейсон Сагго: $20 000 (включая бонус за победу $10 000) поб. Джастина Саласа ($16 000)
- Тэруто Исихара: $34 000 (включая бонус за победу $17 000) поб. Джулиана Эросу ($12 000)